# Buzara chrysomela
Buzara chrysomela là một loài bướm đêm trong họ Erebidae.